# 半高卡
半高卡（英語：或），是一种为了适应小机箱而存在的扩展卡类型。其通常搭配挡板高度只有2U，相对于常规的塔式机箱所具有的4U挡板高度，仅为其一半，故得名半高卡。由于其狭长低矮的外形，类似常见的刀具，也被称作刀卡。
其标准由PCI组织定义，详细规格如下：
- 高度：2.536英寸（合64.41mm）[1]
- 深度：4.721英寸（合119.91mm）到6.6英寸（合167.64mm）

挡板的高度标准为 3.118英寸（合79.2mm），
这样配备了短挡板的扩展卡通常是为了安装在2U高度的HTPC机箱内，但不能安装在标准的PC机箱内，但适合2U机箱安装。
许多制造商为同一张半高卡同时提供标准与短挡板两种选择，挡板通过螺丝固定在扩展卡尾部，所以更换挡板相对并不困难。
在英语中，通常也用来形容半高卡。

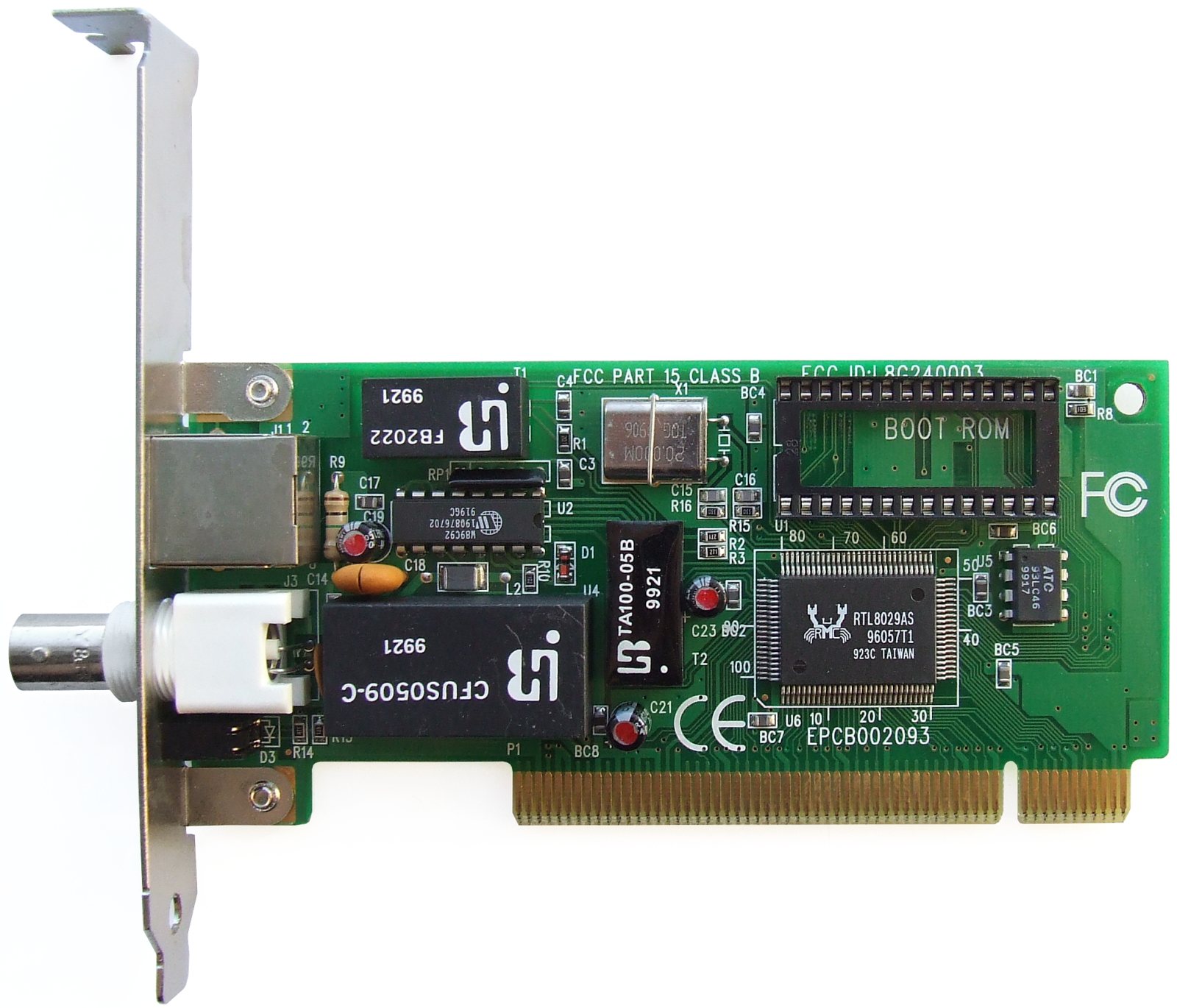
全高卡
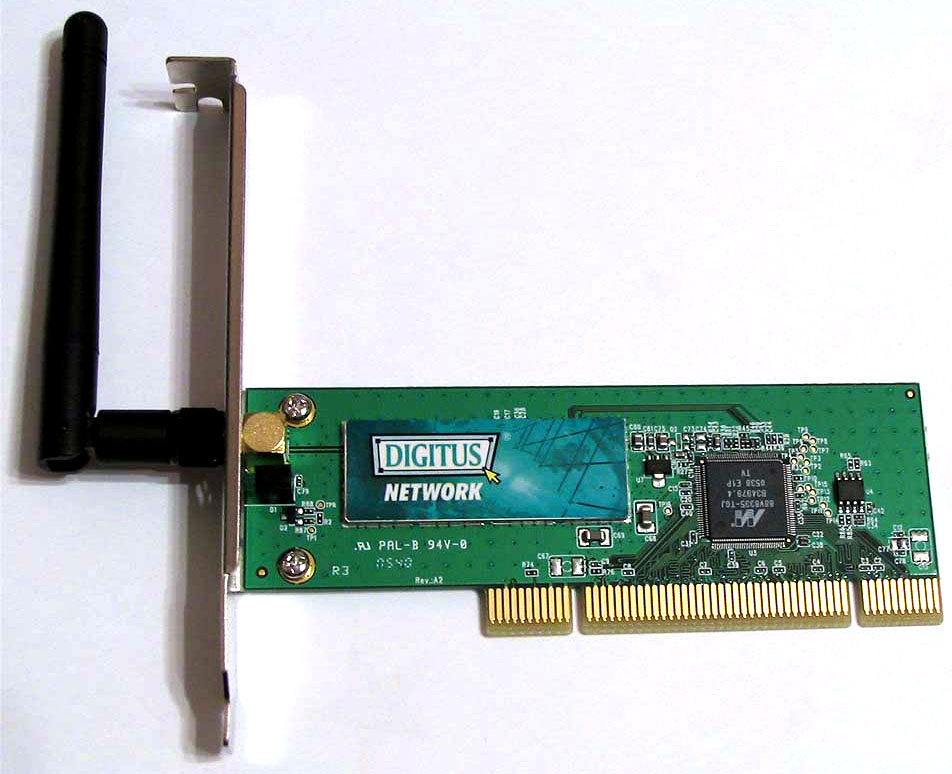
半高卡

## 外部連結
- Low Profile PCI FAQ（页面存档备份，存于）（英文）
- Low Profile PCI 规格表（页面存档备份，存于）（PDF文件，英文）